# 몬테데라모 수도원
몬테데라모 수도원(스페인어: Monasterio de Santa María de Montederramo)은 스페인 오우렌세도의 몬테데라모에 위치한 로마 가톨릭교회 수도원이다.

## 같이 보기
- 오렌세